# De'Andre Hunter
De'Andre James Hunter, né le 2 décembre 1997 à Philadelphie en Pennsylvanie, est un joueur américain de basket-ball évoluant au poste d'ailier voire d'ailier fort et mesurant 2,00 m.

## Carrière universitaire
De'Andre Hunter va au lycée de Friend's Central à Wynnewood, Pennsylvanie.
Il s'engage avec l'université de Virginie le 12 septembre 2015 mais reste encore au lycée deux ans.
Il joue pour les Cavaliers de la Virginie de 2017 à 2019 et remporte le titre de champion NCAA en 2019 en battant en finale les Red Raiders de Texas Tech.
Durant ses années universitaires, son point fort est la défense grâce à une envergure de 2,18 m et il est considéré comme un bon joueur alors que son point faible serait sa vision du jeu.
Le 15 avril 2019, il se déclare candidat pour la draft 2019 de la NBA.

## Carrière professionnelle

### Hawks d'Atlanta (2019-février 2025)
De'Andre Hunter est drafté en 2019 en 4e position par les Lakers de Los Angeles. Mais il ne portera jamais les couleurs de la franchise californienne. En effet, le 16 juin 2019 (soit 5 jours avant la draft), Anthony Davis est envoyé aux Lakers par les Pelicans en échange de plusieurs joueurs mais aussi des trois futurs premier tour de la draft 2019 des Lakers dont le 4e choix. Mais juste avant le début de la draft, les Hawks d'Atlanta récupèrent le 4e choix contre plusieurs autres choix de la draft 2019. Le 7 juillet 2019, les Pelicans et les Hawks finalisent le transfert de Hunter.

#### Saison 2019-2020
De'Andre Hunter signe son contrat rookie le 7 juillet 2019 avec les Hawks et fait ses débuts sous les couleurs des Hawks lors de la NBA Summer League en jouant 20 minutes.
Il fait ses débuts en NBA le 24 octobre 2019 avec la victoire des Hawks sur les Pistons (117 à 100) avec un temps de jeu de 25 minutes et 14 points en démarrant dans le 5 majeur.
Le 2 décembre 2019, lors du match face aux Warriors de Golden State, il se fracture l'index droit et manque plusieurs matches. Le 9 février 2020, il marque 19 points et prend 9 rebonds lors de la victoire des Hawks contre les Knicks. Il a établi son record personnel de point avec 28 points face au Heat de Miami, mais aussi deux autres matches à plus de 20 points face aux Pacers et aux Cavaliers.

#### Saison 2020-2021
De'Andre Hunter commence la saison NBA 2020-2021 dans le cinq majeur des Hawks. Le 24 janvier 2021, il inscrit son record de points en carrière (33 points) face aux Bucks de Milwaukee. En avril 2021, il subit une intervention non chirurgical à son genou droit à la suite d'une blessure à ce genou depuis février 2021 où il avait subi une chirurgie arthroscopique qui l'a tenu éloigné des parquets pendant 23 matches. En juin 2021, déjà touché au genou, il est forfait pour le reste des playoffs alors que les Hawks joue la demi-finale de la Conférence Est face aux 76ers de Philadelphie et est forfait pour le reste des playoffs. Sa saison est gâchée par cette blessure au genou droit lui faisant prendre part qu'à 23 matches de saison régulière et il n'a participé qu'au premier tour des playoffs face aux Knicks, soit 5 matches joués.

#### Saison 2021-2022
Après un début de saison plutôt timide, il se blesse au poignet droit en novembre 2021 lors du match face aux Warriors et doit se faire opérer. Il manque deux mois de compétitions. Au retour de blessure, le 4 février 2022, Hunter a marqué 23 points et a pris 4 rebonds dans une défaite de 125-114 contre les Raptors de Toronto. Les Hawks terminent la saison en 8e position et disputent les playoffs.
Le 26 avril 2022, il inscrit 35 points et prend 11 rebonds lors du match 5 du premier tour des playoffs 2022 face au Heat de Miami. Il s'agit pour De'Andre Hunter d'un record en carrière en playoffs. Malgré cela, les Hawks s'inclinent 97 à 94 et sont éliminés.

#### Saison 2022-2023
En octobre 2022, il prolonge son contrat pour 4 saisons supplémentaires et 95 millions de dollars. En décembre 2022, il se blesse à la hanche et manque plusieurs matches. Le 13 janvier 2023, il inscrit 26 points face aux Pacers de l'Indiana, établissant un nouveau record en carrière. Le 12 avril 2023, il participe en tant que titulaire au "play in" face au Heat de Miami que les Hawks remportent 116 à 105. Les Hawks se qualifient ainsi pour les playoffs NBA 2023. Durant ce match, il inscrit 6 points et prend 4 rebonds.

### Cavaliers de Cleveland (depuis février 2025)
Le 6 février 2025, il est envoyé aux Cavaliers de Cleveland en échange de Georges Niang et Caris LeVert.

## Palmarès
- 2019 : Champion NCAA avec les Cavaliers de la Virginie

## Statistiques

### Universitaires
Les statistiques de De'Andre Hunter en match universitaire sont les suivantes : 
| Saison    | Équipe   | Matchs | Titul. | Min./m | % Tir | % 3pts | % LF | Rbds/m. | Pass/m. | Int/m. | Ctr/m. | Pts/m. |
| --------- | -------- | ------ | ------ | ------ | ----- | ------ | ---- | ------- | ------- | ------ | ------ | ------ |
| 2017-2018 | Virginie | 33     | 0      | 19,9   | 48,8  | 38,2   | 75,5 | 3,55    | 1,09    | 0,58   | 0,39   | 9,18   |
| 2018-2019 | Virginie | 38     | 38     | 32,5   | 52,0  | 43,8   | 78,3 | 5,08    | 1,97    | 0,58   | 0,58   | 15,24  |
| Total     | Total    | 71     | 38     | 26,6   | 50,9  | 41,9   | 77,3 | 4,37    | 1,56    | 0,58   | 0,49   | 12,42  |

### Professionnelles

#### Saison régulière
Les statistiques de De'Andre Hunter en match de saison régulière sont les suivantes : 
| Saison    | Équipe  | Matchs | Titul. | Min./m | % Tir | % 3pts | % LF | Rbds/m. | Pass/m. | Int/m. | Ctr/m. | Pts/m. |
| --------- | ------- | ------ | ------ | ------ | ----- | ------ | ---- | ------- | ------- | ------ | ------ | ------ |
| 2019-2020 | Atlanta | 63     | 62     | 32,0   | 41,0  | 35,5   | 76,4 | 4,50    | 1,80    | 0,70   | 0,30   | 12,40  |
| 2020-2021 | Atlanta | 23     | 19     | 29,5   | 48,4  | 32,6   | 85,9 | 4,80    | 1,90    | 0,80   | 0,50   | 15,00  |
| 2021-2022 | Atlanta | 53     | 52     | 29,8   | 44,2  | 37,9   | 76,5 | 3,30    | 1,30    | 0,70   | 0,40   | 13,40  |
| 2022-2023 | Atlanta | 67     | 67     | 31,7   | 46,1  | 35,0   | 82,6 | 4,20    | 1,40    | 0,50   | 0,30   | 15,40  |
| 2023-2024 | Atlanta | 57     | 37     | 29,5   | 45,9  | 38,5   | 84,7 | 3,90    | 1,50    | 0,70   | 0,30   | 15,60  |
| Total     | Total   | 263    | 237    | 30,7   | 44,7  | 36,3   | 81,1 | 4,10    | 1,50    | 0,70   | 0,30   | 14,30  |

Mise à jour le 8 août 2024

#### Playoffs
| Saison | Équipe  | Matchs | Titul. | Min./m | % Tir | % 3pts | % LF | Rbds/m. | Pass/m. | Int/m. | Ctr/m. | Pts/m. |
| ------ | ------- | ------ | ------ | ------ | ----- | ------ | ---- | ------- | ------- | ------ | ------ | ------ |
| 2021   | Atlanta | 5      | 5      | 30,4   | 40,0  | 37,5   | 75,0 | 4,00    | 0,60    | 0,20   | 0,60   | 10,80  |
| 2022   | Atlanta | 5      | 5      | 35,0   | 55,7  | 46,2   | 80,0 | 3,80    | 0,60    | 0,80   | 0,20   | 21,20  |
| 2023   | Atlanta | 6      | 6      | 37,4   | 45,9  | 36,8   | 80,0 | 5,70    | 1,20    | 0,70   | 0,30   | 16,70  |
| Total  | Total   | 16     | 16     | 34,4   | 48,0  | 40,0   | 78,3 | 4,60    | 0,80    | 0,60   | 0,40   | 16,30  |

Mise à jour le 8 août 2024

## Records sur une rencontre en NBA
Les records personnels de De'Andre Hunter en NBA sont les suivants, :
| Type de statistique        | Saison régulière | Saison régulière            | Saison régulière | Playoffs | Playoffs            | Playoffs      |
| Type de statistique        | Record           | Adversaire                  | Date             | Record   | Adversaire          | Date          |
| -------------------------- | ---------------- | --------------------------- | ---------------- | -------- | ------------------- | ------------- |
| Points                     | 35               | @ Timberwolves du Minnesota | 27 janvier 2025  | 35       | @ Heat de Miami     | 26 avril 2022 |
| Paniers marqués            | 13               | @ Bucks de Milwaukee        | 24 janvier 2021  | 11       | 2 fois              | 2 fois        |
| Paniers tentés             | 23               | Heat de Miami               | 9 avril 2024     | 21       | @ Heat de Miami     | 26 avril 2022 |
| Paniers à 3 points réussis | 6                | 4 fois                      | 4 fois           | 4        | 2 fois              | 2 fois        |
| Paniers à 3 points tentés  | 11               | 2 fois                      | 2 fois           | 9        | @ Celtics de Boston | 18 avril 2023 |
| Lancers francs réussis     | 11               | 2 fois                      | 2 fois           | 10       | @ Heat de Miami     | 26 avril 2022 |
| Lancers francs tentés      | 14               | Raptors de Toronto          | 19 novembre 2022 | 11       | 2 fois              | 2 fois        |
| Rebonds offensifs          | 3                | 8 fois                      | 8 fois           | 4        | @ Celtics de Boston | 18 avril 2023 |
| Rebonds défensifs          | 11               | 2 fois                      | 2 fois           | 10       | @ Heat de Miami     | 26 avril 2022 |
| Rebonds totaux             | 13               | Celtics de Boston           | 28 mars 2024     | 12       | @ Celtics de Boston | 18 avril 2023 |
| Passes décisives           | 5                | 3 fois                      | 3 fois           | 3        | @ Celtics de Boston | 18 avril 2023 |
| Interceptions              | 6                | @ Suns de Phoenix           | 14 novembre 2019 | 3        | @ Heat de Miami     | 26 avril 2022 |
| Contres                    | 3                | @ Heat de Miami             | 14 janvier 2022  | 1        | 6 fois              | 6 fois        |
| Balles perdues             | 6                | Timberwolves du Minnesota   | 18 janvier 2021  | 4        | 3 fois              | 3 fois        |
| Minutes jouées             | 48               | Knicks de New York          | 9 février 2020   | 43       | @ Heat de Miami     | 26 avril 2022 |

- Double-double : 14 (dont 2 en playoffs)
- Triple-double : 0

Dernière mise à jour : 10 avril 2025